# Anthony Reid
Anthony Reid, född 17 maj 1957 i Glasgow, Skottland, brittisk racerförare.
1997 och 1998 körde han i en Nissan Primera i BTCC och slutade på andra plats totalt vilket blev hans bästa placering i sammandraget under den tid han körde i BTCC. 1999 bytte han till Ford och körde då tillsammans med Alain Menu. Reid blev kvar i Ford till och med 2000. 2001 bytte han till MG, ett bilmärke som Reid också körde Le Mans 24-timmars med. I MG stannade Reid tills 2004. 2005 har han bland annat kört Le Mans 24-timmars med Ferrari.